# Loxocera ignyodactyla
Loxocera ignyodactyla är en tvåvingeart som beskrevs av William Russel Buck 2006. Loxocera ignyodactyla ingår i släktet Loxocera och familjen rotflugor.
Artens utbredningsområde är Costa Rica. Inga underarter finns listade i Catalogue of Life.